# Maxime Jaquier
Maxime Jean Jaquier (Estavayer-le-Lac, 9 ottobre 1980) è un ex cestista svizzero.

## Palmarès
- Campionato svizzero: 3

Fribourg Olympic: 1997-1998, 1998-1999
BBC Monthey: 2004-2005
- Coppa di Svizzera: 4

Fribourg Olympic: 1998
BBC Monthey: 2005, 2006
Starwings: 2010